# Eugenio Da Venezia
Eugenio Da Venezia (Venecia, 9 de noviembre de 1900– Venecia, 7 de septiembre de 1992) fue un pintor italiano. Fue miembro del grupo conocido como I Giovani di Palazzo Carminati (los jóvenes del Palazzo Carminati). Este grupo rechazó el estilo imperante de la Academia Italiana a principios del siglo XX. Da Venezia pintó en estilo postimpresionista, influenciado por la tradición veneciana de los vedutisti. Expuso en diez ediciones de la Bienal de Venecia entre 1934 y 1956, incluida la del XL aniversario en 1935.

## Biografía
Eugenio Da Venezia nació en Venecia. Se formó en el Instituto de Arte y la Academia de Bellas Artes de Venecia. Sus maestros fueron entre otros Ettore Tito, Emilio Paggiaro y Vittorio Bressanin. Posteriormente estudió en la Ópera Bevilacqua La Masa del Palazzo Carminati de Venecia, donde se desarrolló su estilo pictórico. Aquí formó parte del grupo más tarde conocido como I Giovani di Palazzo Carminati con Marco Novati, Fioravante Seibezzi, Juti Ravenna, Neno Mori, Mario Varagnolo y otros. Este grupo fue influenciado por Pio Semeghini y por la Escuela de Burano. Fueron un movimiento anti-académico caracterizado por los tonos claros y el contacto directo con la naturaleza. Eugenio Da Venezia y sus amigos pintores rechazaron el arte de vanguardia por una representación real de la naturaleza, los retratos, las naturalezas muertas, utilizando el color como elemento principal, según la historia de la tradición del Arte Veneciano.
De 1925 a 1956, Eugenio Da Venezia comenzó a exponer en las exposiciones anuales de Ca 'Pesaro (Galería Internacional de Arte Moderno de Venecia). Durante la Bienal de Venecia de 1934 conoció al magnate del arte, el Duc de Trèvise (Sauvegard de l'Art Francaise) y al viejo Pierre Bonnard. Les impresionó la gran habilidad de Da Venezia como colorista. Como resultado de esta apreciación general de 1935 a 1940 vivió y expuso en París. De regreso a Italia participó en numerosas exposiciones, entre ellas diferentes ediciones de la Bienal de Venecia, la VI Quadriennale di Roma de Roma, el Premio Michetti, la Opera Bevilacqua La Masa y muchas otras.
Durante la segunda mitad del siglo XX continuó pintando y exhibiendo en toda Italia, recibiendo numerosas reacciones de respeto. El estilo de Da Venezia se mantuvo postimpresionista hasta su muerte, rechazando los movimientos artísticos de vanguardia como el futurismo, el cubismo, el arte abstracto o la pintura de acción.
Desde principios del siglo XXI, el crítico de arte y comisario italiano Alain Chivilò decidió crear un sitio web en homenaje al maestro Eugenio Da Venezia. Por primera vez, un pintor del grupo I Giovani di Palazzo Carminati (los jóvenes del Palazzo Carminati) tiene dedicada una página oficial de Internet con biografía, exposiciones, textos críticos, fotos, pinturas...

## Exposiciones
| Año  | Sitio               | Exposición                                  |
| ---- | ------------------- | ------------------------------------------- |
| 1934 | Venecia             | Ristorante All'Angelo                       |
| 1935 | París               | Galerie Carmine                             |
| 1938 | Venecia             | Botteghe d'Arte all'Ascensione              |
| 1940 | Venecia             | Exposición personal en la Bienal de Venecia |
| 1941 | Milán               | Galleria all'Annunziata                     |
| 1942 | Cortina d'Ampezzo   | Hotel Savoia                                |
| 1949 | Trento              | Galleria d'Arte                             |
| 1949 | Rovereto            | Galleria d'Arte                             |
| 1951 | Venecia             | Ala Napoleonica                             |
| 1968 | Venecia             | Antologica alla Bevilacqua La Masa          |
| 1971 | Venecia             | Galleria d'Arte Ravagnan                    |
| 1972 | Roma                | Pinacoteca Galleria d'Arte                  |
| 1972 | Padua               | Galleria d'Arte Il Sigillo                  |
| 1973 | Mestre              | Galleria d'Arte Fidarte                     |
| 1974 | Venecia             | Galleria d'Arte La Toleta                   |
| 1974 | Bassano del Grappa  | Galleria d'Arte Il Fiore                    |
| 1974 | Conegliano Veneto   | Hotel Cristallo                             |
| 1975 | Venecia             | Centro de Arte San Vidal                    |
| 1976 | Padua               | Galleria d'Arte CDE                         |
| 1977 | Conegliano Veneto   | Hotel Cristallo                             |
| 1980 | Milán               | Galleria d'Arte Le Arcate                   |
| 1981 | Treviso             | Casa da Noal                                |
| 1981 | Venecia             | Museo d'Arte Moderna Cà Pesaro              |
| 1985 | Abano Terme         | Villa Comunale Roberto Bassi Rathgeb        |
| 1988 | Castelfranco Veneto | Casa di Giorgione                           |
| 1989 | Oderzo              | Palazzo Foscolo                             |
| 1990 | Venecia             | Fondazione Querini Stampalia                |

Exposiciones póstumas
| Año  | Sitio              | Exposición               |
| ---- | ------------------ | ------------------------ |
| 1994 | Venecia            | Centro de Arte San Vidal |
| 2002 | Bassano del Grappa | Chiesetta dell'Angelo    |

Otras exposiciones en las que se exhibió la obra de Da Venezia
| Año  | Sitio                | Exposición                                                                       |
| ---- | -------------------- | -------------------------------------------------------------------------------- |
| 1933 | Viena                | Exposición promovida por la Bienal de Venecia                                    |
| 1935 | Roma                 | II cuadrienal                                                                    |
| 1935 | Nápoles              | Mostra Interregionale d'Arte                                                     |
| 1937 | Venecia              | VIII Mostra Interregionale del Sindacato delle Belle Arti                        |
| 1943 | Roma                 | IV Quadriennale d'Arte Nazionale                                                 |
| 1947 | Roma                 | V Quadriennale d'Arte Nazionale                                                  |
| 1951 | Rovigo               | Mostra Nazionale di Pittura                                                      |
| 1951 | Venecia              | Premio Burano                                                                    |
| 1952 | Trieste              | Mostra Nazionale d'Arte                                                          |
| 1976 | Piazzola sul Brenta  | Bautta-Burano (1926/1976) 50 Anni di Pittura                                     |
| 1977 | Venecia              | Premio Marco Novati                                                              |
| 1981 | Piazzola sul Brenta  | V Rassegna degli Artisti delle Tre Venezie                                       |
| 1991 | Concordia Sagittaria | Vedutisti Veneziani del 1900                                                     |
| 1998 | Conegliano Veneto    | Palazzo Sarcinelli: 1988-1998                                                    |
| 2003 | Rovereto             | Da Garbari a Vedova / 1912-1968                                                  |
| 2003 | Cison di Valmarino   | Dal vino en cornisa alla corte di CastelBrando                                   |
| 2003 | Mel                  | Paesaggio Veneto: Toni Piccolotto ei pittori lagunari tra le due guerre          |
| 2005 | Piassola sul Brenta  | Continuità - Rassegna d'Arte Contemporanea dal Novecento ad Oggi                 |
| 2007 | Eraclea              | Dietro il Paesaggio (I Luoghi dell'anima della Pittura Contemporanea)            |
| 2008 | Padua                | Novecento al Museo. Per una Galleria d'Arte Contemporanea                        |
| 2008 | Torre di Mosto       | Paesaggi Veneti. Una collezione in divenire                                      |
| 2010 | Mira                 | Memorie di Paesaggio. Il "Veneto felice" nei suoi pittori del Novecento          |
| 2010 | Torre di Mosto       | Memorie di Paesaggio. Il "Veneto felice" nei suoi pittori del Novecento          |
| 2010 | San Donà di Piave    | La figura dipinta testimone del tempo: Da Venezia - Novati - Privato - Varagnolo |
| 2010 | Pieve di Soligo      | Nel Paesaggio                                                                    |